# Plectranthias klausewitzi
Plectranthias klausewitzi là một loài cá biển thuộc chi Plectranthias trong họ Cá mú. Loài này được mô tả lần đầu tiên vào năm 2006, được theo tên của Giáo sư Tiến sĩ Wolfgang Klausewitz để ghi nhận những đóng góp của ông trong việc phân loại các loại cá ở Ấn Độ Dương.

## Phân bố và môi trường sống
P. klausewitzi có phạm vi phân bố nhỏ hẹp ở vùng biển Tây Bắc Ấn Độ Dương. Loài này hiện chỉ được tìm thấy tại khu vực phía nam Biển Đỏ, ở độ sâu khá sâu, khoảng từ 190 đến 290 m. Đây là ghi nhận đầu tiên về một loài của chi Plectranthias sống ở Biển Đỏ.

## Mô tả
Chiều dài cơ thể lớn nhất của mẫu vật dùng để mô tả P. klausewitzi có kích thước được ghi nhận là gần 6 cm. Màu sắc khi còn tươi của các mẫu vật không được ghi lại. Màu sắc của các mẫu vật khi được bảo quản trong rượu: màu trắng nhạt với 9 - 10 sọc xiên màu đen dọc theo hai bên thân. Vùng đỉnh đầu và gáy có màu rất sẫm, lan xuống một góc trên của mang. Có một đốm mờ trên nắp mang. Một đốm khác ở cả nửa trên và nửa dưới của vây đuôi.
Số gai ở vây lưng: 10 (gai thứ ba dài nhất); Số tia vây mềm ở vây lưng: 14 - 15; Số gai ở vây hậu môn: 3; Số tia vây mềm ở vây hậu môn: 7; Số gai ở vây bụng: 1; Số tia vây mềm ở vây bụng: 5; Số tia vây mềm ở vây ngực: 14 - 15; Số vảy đường bên: 29; Số đốt sống: 26.